# 세악스네아트
세악스네아트(고대 영어: Seaxnēat) 또는 색스노트(고대 작센어: Saxnot)는 에다에 기록되지 않은 게르만 신으로, 색슨족의 조상신이자 주신으로 추측되는 신이다. 고대 영어로 세악스네아트는 에식스 왕들의 족보에 기록되어 있으며, 고대 작센어로 색스노트는 워든 및 투노르 신과 함께 기록되어 있다.
에식스 왕조는 자신들을 세악스네아트의 후손이라고 주장하였는데, 이들의 족보를 보아 세악스네아트는 원래 색슨족의 최고신이었으나 이후 워든의 아들로 격하된 것으로 보인다. 또한 에식스의 초대 왕인 애설와인은 이들의 7세대 자손으로 기록되어 있다. 또한 색슨족과 거의 같은 문화와 언어를 지닌 앵글족도 이 신을 믿었을 가능성이 존재한다.
워든, 세악스네아트, 게세그, 엔드세그, 스와에파, 시그푸겔, 베드카, 오파, 애설와인 (527-587)

## 같이 보기
- 게르만 신들의 목록

## 참고 문헌
- Chaney, William A. (1970). 《The Cult of Kingship in Anglo-Saxon England: The Transition from Paganism to Christianity》. Manchester: Manchester University Press.
- Philippson, E. A.(1929). Germanisches Heidentum bei den Angelsachsen. Leipzig.
- Simek, Rudolf (2007) translated by Angela Hall. Dictionary of Northern Mythology. D.S. Brewer ISBN 0-85991-513-1
- 도현신 (2016). 《지도에서 사라진 종교들: 잊혀지는 신앙과 사라진 신들의 역사》. 서해문집. ISBN 9788974838218.